# Beyoncé
Beyoncé Giselle Knowles-Carter, ameriška glasbenica, * 4. september 1981, Houston, Teksas, Združene države Amerike.
Beyoncé je Ameriška R&B pevka, igralka, modna kreatorka in model. Znana je postala v dekliški skupini Destiny's Child. Leta 2003 je izšel njen album Dangerously in Love, ki je postal velika uspešnica leta. Z albumoma »Crazy in Love« in »Baby Boy« je osvojila pet Grammy nagrad. Beyonce je 4. septembra izdala svoj album B´day ta je bil povezan z njenim 25. rojstnim dnem. Na njem so bili veliki hiti kot so pesmi »Déjà Vu«, »Beautiful Liar« in »Irreplaceable«. Beyonce je nastopila tudi v filmu Dreamgirls. Po številnih uspehih, je Beyoncé zopet žela uspeh s tretjim albumom I am... Sasha Fierce, ki je izšel 18. november 2008. Posebnost albuma je, da je razdeljen na dva dela; na prvem delu so balade, ki prikazujejo pravo osebnost Beyoncé, drugi del pa sestavljajo številne skladbe hitrejšega ritma, ki jih odpoje pevkin »alter ego« Sasha Fierce. V letu 2008 se je podala na tretjo solo turnejo ( 1.- Dangerously in love tour, 2. The Beyoncé experience), ki jo mnogi opisujejo, kot najboljšo turnejo 2009. leta.

## Zgodnje življenje
Beyoncé Giselle Knowles se je rodila v Houstonu, Teksasu. Njena mama Celestina Ann »Tina« (roj. Beyincé) je delala kot frizerka/stilistka. Beyoncéjin oče je Afroameričan, medtem ko ima mama afroameriške, indijske in francoske korenine. Beyoncé je dobila svoje ime po maminem dekliškem priimku, ker je le-ta namreč želela preprečiti izumiranje imena, saj ga nosi zelo malo moških potomcev. Njena mlajša sestra Solange je tudi pevka in igralka.
Beyoncé je obiskovala osnovno šolo St. Mary v Fredericksburgu, Teksasu, kjer je hodila na ure plesa, baleta in glasbe. Njen talent za petje je odkrila plesna inštruktorica Darletta Johnson, ko je začela prepevati neko pesem, Beyoncé pa jo je zaključila in pri tem popolnoma zadela najvišji ton. Beyoncéjino zanimanje za glasbo in nastopanje se je nadaljevalo po zmagi na šolskem talentnem šovu pri sedmih letih, kjer je pela pesem »Imagine« od Johna Lennona in premagala petnajst in šestnajst letnike. Jeseni leta 1990 se je vpisala v glasbeno šolo Parker Elementary School, ki je najbolj znana po svojem dodelanem programu glasbe in odkrivanju talentov. Izobraževala se je tudi na visoki šoli za uprizoritvene in vizualne umetnosti v Houstonu in kasneje na Alief Elsik High School. Beyoncé je bila dve leti tudi solistka v domačem cerkvenem zboru.
Pri osmih letih je Beyoncé na avdiciji za dekliško hip-hop skupino spoznala LaTavio Roberson, ki je bila sprejeta v skupino skupaj z Beyoncéjino prijateljico Kelly Rowland. Skupina je dobila ime Girl's Tyme, imela je šest članic in izvajale so hip-hop in plesno glasbo. Girl's Tyme je pritegnila pozornost celotne Amerike, R&B producent z zahodne obale Arne Fragen pa je prišel v Houston, da bi jih osebno poslušal. Tako je Fragen skupino prijavil na takrat največji televizijski šov Star Search, na katerem dekleta niso zmagala, kar je bil velik udarec za Beyoncéjino samozavest. Kot je kasneje povedala, ji je pomagalo dejstvo, da tudi Britney Spears in Justin Timberlake na tem šovu nista zmagala. Beyoncéjin oče Matthew Knowles se je leta 1995 odločil stvari vzeti v svoje roke in je pustil službo ter postal njihov menedžer. Ta poteza je pustila velike posledice na družini, saj se je njihov dohodek zmanjšal za polovico in jih prisilila, da se preselijo v dve ločeni stanovanji. Matthew je zmanjšal število članic skupine na štiri in pripeljal novo dekle LeToyo Luckett Dekleta so začela hoditi na avdicije za različne založniške hiše. Nato so končno podpisale pogodbo z založbo Elektra Records. Čez nekaj mesecev je bila pogodba prekinjena, še preden je skupina objavila nov album. Leta 1996 so dekleta začela snemati svoj prvenec v skladu s sporazumom s Sony Music in kmalu po tem je skupini uspelo podpisati pogodbo z založbo Columbia Records.

## Kariera

### 1997–2001: Destiny's Child
Leta 1996 je skupina spremenila ime v Destiny's Child. Leta 1997 so Destiny's Child izdale svoj velik prvenec »Killing Time« na soundtracku za film Možje v črnem. Naslednje leto je skupina izdala svoj istoimenski album, s svojo prvo uspešnico »No, No, No«. Album je pomagal skupini, da so postale uspešne v glasbeni industriji z zmernimi prodajami in tremi »Soul Train Lady of Soul Awards« nagradami za najboljši R&B/Soul album leta, najboljši novi R&B/Soul ali rap izvajalec ter najboljša R&B/Soul pesem za »No, No, No«. Skupina je leta 1999 izdala drugi večplatinasti album The Writting's on the Wall. Album vsebuje nekaj znanih pesmi skupine, kot na primer »Bills, Bills, Bills«, »Jumpin' Jumpin'« in »Say My Name«. Slednja je tisti čas postala njihova najuspešnejša pesem in najbolj prepoznavna. Pesem »Say My Name« je leta 2001 osvojila Grammy za najboljši R&B nastop dua ali skupine in Grammy za najboljšo R&B pesem. Album The Writting's on the Wall se je prodal v več kot 8 milijonih izvodih po svetu.
Ob velikem komercialnem uspehu so Destiny's Child začele polniti medije tudi s sodnim postopkom, ki sta ga sprožili članici LaTavia Roberson in LeToya Luckett, saj nista bili zadovoljni z delom njihovega menedžerja Mathewa Knowlesa. Izločeni sta bili s snemanja videa za pesem »Say My Name«, namesto njiju pa so najeli Farrah Franklin in Michelle Williams, kar je bil jasen znak, da je njuno sodelovanje s skupino zaključeno. A tudi Franklinova ni dolgo ostala v skupini. Po odstopu Luckettove in Robersonove se je Beyoncé zaradi pritiska medijev in kritikov, ki so pisali, da je sama kriva za njihov odhod, začela spopadati z depresijo. V tistem času se je tudi razšla s fantom, s katerim je bila dolgo časa skupaj. Depresija je bila tako močna, da je trajala kar nekaj let. Zaradi nje se je včasih tudi za nekaj dni zaprla v sobo in zavračala hrano. Sama je izjavila, da se je večkrat trudila govoriti o svoji depresiji, ampak so takrat Destiny's Child ravno dobile svoj prvi Grammy in se je bala, da jo nihče ne bi vzel resno. Kasneje je bila njena mama tista, ki ji je pomagala preboleti to bolezen.  Tožba je bila rešena z dogovorom, Beyoncé pa se je hitro zatem podala v solo vode. Leta 2000 je podpisala pogodbo z založbo Columbia Records za tri samostojne albume, prvič pa se je samostojno predstavila leta 1999, ko je še bila del Destiny's Child in je posnela duet z Marcom Nelsonom »After All Is Said and Done« za soundtrack filma The Best Man.
Preostale članice skupine so posnele pesem »Independent Women Part I«, ki se je pojavila na soundtracku filma Charliejevi angelčki. Ta je postala njihova najuspešnejša pesem na lestvicah, saj je bila na vrhu Ameriške Billboard Hot 100 lestvice za 11 tednov. Med snemanjem njihovega tretjega albuma je Beyoncé dobila prvo igralsko vlogo v Carmen: A Hip Hopera. Film je moderna interpretacija opere Carmen iz 19. stoletja, ki jo je napisal skladatelj Georges Bizet. Ko je bil maja 2001 njihov tretji album Survivor izdan, sta Luckett in Roberson vložili tožbo, da so bile pesem namenjene njima. Album je pristal na vrhu Ameriške Billboard 200 lestvice, s 663.000 prodanimi kopijami v enem tednu. Na prvo mesto sta pristala tudi hita »Bootylicious« in »Survivor«, ki sta dobila Grammy za najboljši R&B nastop dua ali skupine. Po izdaji božičnega albuma 8 Days of Christmas oktobra 2001 je skupina oznanila njihov razhod z namenom, da bo vsaka začela solo kariero.

## Zasebno življenje

### Družina
Beyoncé naj bi začela hoditi z Jay-Z-jem po sodelovanju za pesem »03 Bonnie & Clyde«, ki se je pojavila na njegovem sedmem albumu Blueprint 2: Gift & The Curse (2002). Beyoncé je v videospotu za pesem igrala Jay-Z-jevo dekle, kar je podžgalo govorice o njunem razmerju. 4. aprila 2008 sta se skrivoma poročila. Do aprila 2014 sta skupno prodala 300 milijonov izvodov albumov. Beyoncé v medijih nerada govori o soprogu, saj meni, da je njuno zasebno življenje osebna stvar in da se ne tiče nikogar. Zato sta znana po tem, da varujeta svojo zasebnost, čeprav sta glede tega v zadnjih letih bolj sproščena. »Če ste s pravo osebo, ona iz vas potegne najboljše,« je dejala nekoč. Beyoncé je doživela spontani splav leta 2010 ali 2011. Ta dogodek opisuje kot najbolj žalostno stvar, ki se ji je kdajkoli zgodila. Takrat se je vrnila v studio in pisala glasbo, kar ji je pomagalo, da se je spopadla z izgubo. Aprila 2011 je Beyoncé z Jay-Z-jem odpotovala v Pariz, da bi posnela naslovnico za njen album 4, kjer je nepričakovano zanosila.
V avgustu se je par udeležil prireditve MTV Video Music Awards 2011, na kateri je Beyoncé nastopala s pesmijo »Love On Top«. Nastop je začela z izjavo »Nocoj želim, da vsi vstanete in začutite ljubezen, ki raste v meni«. Na koncu nastopa je spustila mikrofon, odpela svoj jopič in pobožala trebuh, s čimer je potrdila svojo nosečnost, na katero je že prej namignila na rdeči preprogi. Njen nastop je prispeval k temu, da je tisto leto MTV Video Music Awards postala najbolj gledana oddaja v zgodovini postaje MTV, z 12,4 milijona gledalcev. Beyoncéjina novica je navedena tudi v Guinnessovi knjigi rekordov za »največ zabeleženih twittov na sekundo za en sam dogodek na Twitterju«, saj je prejela 8868 tvitov na sekundo. »Beyoncé noseča« pa je bila najbolj iskana fraza sledečega tedna na iskalniku Google.
Ko sta leta 2011 Jay Z in Beyoncé obiskala Hrvaško in se navdušila nad Hvarom, sta hčer, ki sta jo dobila 7. januarja 2012 v Lenox Hill Hospital v New Yorku, poimenovala Blue Ivy, po drevesu, ki se jima je med obiskom otoka še posebej vtisnilo v spomin zaradi lepih modrih cvetov. Jay-Z je bil ves čas poroda ob njeni strani. Hčer sta takoj postavila na prvo mesto in ji posvečata veliko pozornosti. »Otroke bom vedno postavila na prvo mesto. Obstaja polno čudovitih žensk, ki imajo uspešno kariero in veliko obveznosti, a jim vseeno uspeva, da so dobre mame. Glede na to, da se oba z Jay-jem ukvarjava z glasbo, se vedno pričakuje, da bo tudi najina hči želela enako kariero. In če si bo to res želela in jo bo osrečevalo, jo bom pri tem spodbujala.« Prav tako je izjavila, da svoji hčerki vsakodnevno govori, da če si želi, lahko postane predsednica Amerike. Dva dneva po njenem rojstvu je Jay-Z objavil pesem »Glory« na svoji spletni strani Lifeandtimes.com, kjer je na koncu pesmi uporabil njen jok. Pesem je pristala na 74. mestu Billboardove lestvice, s čimer je Blue Ivy Carter postala najmlajša izvajalka na tej lestvici.

## Diskografija
- Dangerously in Love (2003)
- B'Day (2006)
- I Am... Sasha Fierce (2008)
- 4 (2011)
- Beyoncé (2013)
- Lemonade (2016)
- Everything is Love (skupaj z Jay-Z-jem, pod imenom The Carters) (2018)

## Videografija
- Carmen: A Hip Hopera (2001)
- Austin Powers in Goldmember (2002)
- The Fighting Temptations (2003)
- The Pink Panther (2006)
- Dreamgirls (2006)
- Cadillac Records (2008)
- Wow! Wow! Wubbzy!: Wubb Idol (2009)
- Obsessed (2009)
- Life Is But a Dream (2013)
- Epic (2013)
- Lemonade (2016)

## Turneje

### Samostojne turneje
- Dangerously in Love Tour (2003)
- The Beyoncé Experience (2007)
- I Am... World Tour (2009–2010)
- The Mrs. Carter Show World Tour (2013–2014)
- The Formation World Tour (2016)

### Spremljevalne turneje
- Verizon Ladies First Tour (z Alicio Keys in Missy Elliott) (2004)
- On the Run Tour (z Jay-Z-jem) (2014)
- On The Run II Tour (z Jay-Z-jem) (2018)

### Rezidenčni šovi
- I Am... Yours (2009)
- 4 Intimate Nights with Beyoncé (2011)
- Revel Presents: Beyoncé Live (2012)